# Голубівка (Брагінський район)
Голубівка — (біл. вёска Галубоўка), село (веска) в складі Брагінського району розташоване в Гомельській області Білорусі. Село підпорядковане Новойолчанській сільській раді і в ньому мешкає 84 осіб (станом на 2004 рік).
Село Голубівка розташоване на південному сході Білорусі, у південній частині Гомельської області, 41 кілометр на південний схід від районного центру Брагіна.